# Maria-Chapdelaine
A Regionalidade Municipal do Condado de Maria-Chapdelaine está situada na região de Saguenay-Lac-Saint-Jean na província canadense de Quebec. Com uma área de mais de trinta e oito mil quilómetros quadrados, tem, segundo dados de 2006, uma população de cerca de vinte e cinco mil pessoas sendo comandada pela cidade de Dolbeau-Mistassini. Ela é composta por 14 municipalidades: 2 cidades, 8 municípios, 1 freguesia 1 aldeia e 2 territórios não organizados. 

## Municipalidades

### Cidade
- Dolbeau-Mistassini
- Normandin

### Municípios
- Albanel
- Girardville
- Notre-Dame-de-Lorette
- Péribonka
- Saint-Edmond-les-Plaines
- Saint-Eugène-d'Argentenay
- Saint-Stanislas
- Saint-Thomas-Didyme

### Freguesia
- Saint-Augustin

### Aldeia
- Sainte-Jeanne-d'Arc

### Território não Organizado
- Passes-Dangereuses
- Rivière-Mistassini